# ドルチェモア
ドルチェモア（欧字名:Dolce More、2020年2月21日 - ）は、日本の競走馬。主な勝ち鞍は2022年の朝日杯フューチュリティステークス、サウジアラビアロイヤルカップ。
馬名の意味は、甘い（イタリア語）＋もっと。2022年のJRA賞最優秀2歳牡馬である。

## 戦績
父はクイーンエリザベス2世カップ (香港)を制したルーラーシップ、母は2013年の桜花賞を制したアユサンである。

### 2歳（2022年）
8月20日に札幌競馬場で行われた2歳新馬戦でデビュー。鞍上に横山和生を迎えて1番人気に推された。レースではスタートを決めて先手を取り、そのまま危なげなく逃げ切り2着のランフリーバンクスに3馬身差をつけ優勝した。鞍上の横山和は「課題はありますが、持っている物は良いものを見せてくれました」とコメントした 。
続いて10月8日に東京競馬場で行われたGIIIサウジアラビアロイヤルカップに出走。これを控えた追い切りでは、府中牝馬ステークスの2週間前追い切りを行う同厩舎のGI競走3勝馬ソダシの調教パートナーを務めることとなり、ドルチェモアが1馬身半追走したところから併入まで持ち込んだ。新馬戦を完勝した父モーリスと母チェッキーノの良血馬ノッキングポイントが単勝1.4倍の支持を集める中、本馬が2番人気に推された。競走では、確たる逃げ馬不在の少頭数戦から7番人気グラニットが大逃げを打つ展開となった。本馬は、グラニットから離れた2番手で競走を進め、直線を迎えるとグラニットを強襲。上がり3ハロン33秒4の末脚を繰り出して逃げ粘る同馬をゴール前でを交わし、これに1馬身1/4差をつけ優勝。2連勝で重賞初制覇を果たした。須貝尚介調教師は2020年のステラヴェローチェに続く同競走2勝目。須貝は、3着以下を離して入線し、最後まで脚を伸ばしていたこと、また、東京の芝1600メートルの重賞を勝利したことを評価した。
次走のGI朝日杯フューチュリティステークス (FS, 阪神芝外1,600m)では、新たに坂井瑠星とのコンビを結成。1番人気で迎えたレースでは、好スタートから好位のインを追走。直線半ばで逃げ粘るオールパルフェを捉えると、外から来るダノンタッチダウン、レイベリングを振り切って優勝。無敗の3連勝でG1制覇を達成し、また桜花賞の勝ち馬である母アユサンとの母子G1制覇を達成した。鞍上の坂井は「先生と打ち合わせした通り、良いレースができました。イメージしていた通り、凄く上手くいったと思います。」とコメントした。

### 3歳（2023年）
1月10日、ホープフルSを制したドゥラエレーデなどを抑え、JRA賞最優秀2歳牡馬を受賞したことが発表された。同月30日に行われた『2022年度JRA賞授賞式』では、2023年の初戦としてNHKマイルカップに向かうことが馬主のスリーエイチレーシングから明らかにされた。しかしその後、予定を変更して4月8日に中山競馬場で開催されるニュージーランドトロフィーに出走する。単勝1.7倍の圧倒的1番人気に支持されたレースは好スタートを決めて楽にハナに立ったものの、直線でズルズルと後退しまさかの7着に沈んだ。鞍上の横山和生は「ゲート裏の雰囲気だったり、ゲート入りを渋ったりしていたので、休み明けのぶんか、気持ちの面が違いました。馬なりでゲートを出てしまったので、あれ以上下げることはできませんでした。それにしても負けすぎですが、休み明けを使って良くなりそうな雰囲気はあった。とはいえ人気を背負っていたので、今日は結果を出せず申し訳ありませんでした」と語った。
5月7日、当初予定していたNHKマイルカップに出走。新たに三浦皇成を鞍上に迎えるも、見せ場なく12着に大敗。6月4日の安田記念は離された最下位、距離短縮で挑んだ秋のセントウルステークスとスプリンターズステークスも共に二桁順位に沈んだ。
その後、環境を変えるために10月18日付で美浦の上原佑紀厩舎に転厩した。12月9日に行われた中日新聞杯では好位中団でレースを進めたが直線では全く伸びず最下位の17着に終わり、3歳シーズンはニュージーランドTの7着が最高着順だった。

### 4歳（2024年）
1月6日の京都金杯で始動。好スタートから積極的に先手を主張するも直線で失速し18着と2戦続けて殿負けを喫する。その後、東京新聞杯は13着、ダービー卿チャレンジトロフィーでも14着と大敗し休養に入る。休養中に栗東の高橋一哉厩舎に転厩するも、9月8日に行われた京成杯オータムハンデキャップは16着と4度目の殿負けとなる。この後ダートに矛先を変えるも10月6日のグリーンチャンネルカップと11月9日の武蔵野ステークスでは共に15着に終わり、11月14日付けでJRAの競走馬登録を抹消され、大井競馬場・藤田輝信厩舎に移籍した。
12月3日、地方競馬への移籍初戦となるビオラ賞に出走。道中は先行集団のやや後ろを追走すると、直線では渋太く脚を使い5着に入る。2歳時以来の入着となった。

### 5歳（2025年）
5歳シーズンは1月15日の’25ウインタースプリントで始動したが11着と大敗を喫する。その後、多摩川オープンと梅花賞では5着に入賞するも、6月のゆりかもめオープンは9着、7月のジュライ賞では8着と精彩を欠いた。7月14日、下河辺牧場のX（旧ツイッター）で現役引退を発表した。

## 競走成績
以下の内容は、netkeiba.comおよびJBISサーチの情報に基づく。
| 競走日     | 競馬場 | 競走名                  | 格     | 距離（馬場）  | 頭 数 | 枠 番 | 馬 番 | オッズ （人気） | 着順 | タイム （上り3F） | 着差 | 騎手        | 斤量 [kg] | 1着馬（2着馬）         | 馬体重 [kg] |
| ---------- | ------ | ----------------------- | ------ | ------------- | ----- | ----- | ----- | --------------- | ---- | ----------------- | ---- | ----------- | --------- | ---------------------- | ----------- |
| 2022.08.20 | 札幌   | 2歳新馬                 |        | 芝1500m（稍） | 12    | 5     | 6     | 003.90（1人）   | 01着 | R1:32.2（35.6）   | -0.5 | 0横山和生   | 54        | （ランフリーバンクス） | 480         |
| 0000.10.08 | 東京   | サウジアラビアRC        | GIII   | 芝1600m（良） | 9     | 7     | 7     | 006.80（2人）   | 01着 | R1:33.4（33.4）   | -0.2 | 0横山和生   | 55        | （グラニット）         | 472         |
| 0000.12.18 | 阪神   | 朝日杯FS                | GI     | 芝1600m（良） | 17    | 1     | 2     | 003.10（1人）   | 01着 | R1:33.9（35.8）   | -0.1 | 0坂井瑠星   | 55        | （ダノンタッチダウン） | 474         |
| 2023.04.08 | 中山   | NZT                     | GII    | 芝1600m（稍） | 16    | 4     | 8     | 001.70（1人）   | 07着 | R1:34.3（36.6）   | -0.6 | 0横山和生   | 56        | エエヤン               | 482         |
| 0000.05.07 | 東京   | NHKマイルC              | GI     | 芝1600m（稍） | 17    | 7     | 13    | 007.60（4人）   | 12着 | R1:34.9（35.9）   | -1.1 | 0三浦皇成   | 57        | シャンパンカラー       | 476         |
| 0000.06.04 | 東京   | 安田記念                | GI     | 芝1600m（良） | 18    | 4     | 8     | 166.9（17人）   | 18着 | R1.34.3（36.1）   | -2.9 | 0坂井瑠星   | 54        | ソングライン           | 474         |
| 0000.09.10 | 阪神   | セントウルS             | GII    | 芝1200m（良） | 15    | 3     | 4     | 027.20（8人）   | 13着 | R1:08.3（33.6）   | -1.1 | 0池添謙一   | 55        | テイエムスパーダ       | 474         |
| 0000.10.01 | 中山   | スプリンターズS         | GI     | 芝1200m（良） | 16    | 6     | 12    | 149.8（16人）   | 12着 | R1:09.0（34.8）   | -1.0 | 0西村淳也   | 56        | ママコチャ             | 478         |
| 0000.12.09 | 中京   | 中日新聞杯              | GIII   | 芝2000m（良） | 17    | 2     | 3     | 034.7（12人）   | 17着 | R2:00.3（35.5）   | -1.5 | 0団野大成   | 57        | ヤマニンサルバム       | 476         |
| 2024.01.06 | 京都   | 京都金杯                | GIII   | 芝1600m（良） | 18    | 8     | 16    | 125.9（16人）   | 18着 | R1:35.7（39.0）   | -1.9 | 0団野大成   | 56        | コレペティトール       | 474         |
| 0000.02.04 | 東京   | 東京新聞杯              | GIII   | 芝1600m（良） | 16    | 2     | 3     | 190.5（16人）   | 13着 | R1:33.5（33.6）   | -1.4 | 0石橋脩     | 57        | サクラトゥジュール     | 478         |
| 0000.03.30 | 中山   | ダービー卿CT            | GIII   | 芝1600m（稍） | 16    | 8     | 16    | 127.5（16人）   | 14着 | 01:34.3（34.3）   | -1.4 | 0内田博幸   | 56        | パラレルヴィジョン     | 474         |
| 0000.09.08 | 中山   | 京成杯AH                | GIII   | 芝1600m（良） | 16    | 7     | 14    | 231.3（16人）   | 16着 | 01:33.6（36.1）   | -2.8 | 0北村友一   | 55        | アスコリピチェーノ     | 470         |
| 0000.10.06 | 東京   | グリーンChC             | L      | ダ1600m（重） | 16    | 1     | 2     | 120.5（14人）   | 15着 | R1:37.8（39.6）   | -3.6 | 0西村淳也   | 60        | ショウナンライシン     | 472         |
| 0000.11.09 | 東京   | 武蔵野S                 | GIII   | ダ1600m（良） | 15    | 4     | 6     | 226.8（15人）   | 15着 | R1:46.1（39.1）   | 10.1 | 0三浦皇成   | 57        | エンペラーワケア       | 474         |
| 0000.12.03 | 大井   | ビオラ賞                | OP     | ダ1200m（良） | 16    | 6     | 12    | 009.90（4人）   | 05着 | R1:13.0（37.9）   | -1.1 | 0矢野貴之   | 56        | イグザルト             | 475         |
| 2025.01.15 | 大井   | ’25ウインタースプリント | 準重賞 | ダ1200m（良） | 11    | 1     | 1     | 028.00（6人）   | 11着 | R1:13.9（38.7）   | -1.5 | 0安藤洋一   | 57        | デュアリスト           | 474         |
| 0000.02.06 | 川崎   | 多摩川OP                | OP     | ダ1600m（良） | 13    | 7     | 11    | 057.20（7人）   | 05着 | R1:44.2（39.7）   | -2.4 | 0山崎誠士   | 57        | アランバローズ         | 469         |
| 0000.02.26 | 浦和   | 梅花賞                  | OP     | ダ1400m（良） | 7     | 5     | 5     | 029.60（5人）   | 05着 | R1:28.3（38.4）   | -1.9 | 0山崎誠士   | 56        | ロードグラディオ       | 473         |
| 0000.06.10 | 大井   | ゆりかもめOP            | OP     | ダ1200m（稍） | 10    | 8     | 9     | 009.20（5人）   | 09着 | R1:13.3（38.1）   | -1.4 | 0矢野貴之   | 56        | ポリゴンウェイヴ       | 488         |
| 0000.07.03 | 大井   | ジュライ賞              | OP     | ダ1400m（良） | 8     | 1     | 1     | 018.80（4人）   | 08着 | R1:29.0（41.7）   | -4.2 | 0R.クアトロ | 56        | サトノテンペスト       | 484         |

## 血統表
| ドルチェモアの血統                       | ドルチェモアの血統                 | ドルチェモアの血統            | （血統表の出典）              | （血統表の出典）  |
| 父系                                     | キングマンボ系                     | キングマンボ系                | キングマンボ系                | [ § 2 ]           |
| 父 ルーラーシップ 鹿毛 2007 北海道安平町 | 父の父キングカメハメハ 鹿毛 2001   | Kingmambo                     | Mr. Prospector                | Mr. Prospector    |
| 父 ルーラーシップ 鹿毛 2007 北海道安平町 | 父の父キングカメハメハ 鹿毛 2001   | Kingmambo                     | Miesque                       |                   |
| 父 ルーラーシップ 鹿毛 2007 北海道安平町 | 父の父キングカメハメハ 鹿毛 2001   | *マンファス                   | *ラストタイクーン             | *ラストタイクーン |
| 父 ルーラーシップ 鹿毛 2007 北海道安平町 | 父の父キングカメハメハ 鹿毛 2001   | *マンファス                   | Pilot Bird                    |                   |
| 父 ルーラーシップ 鹿毛 2007 北海道安平町 | 父の母エアグルーヴ 鹿毛 1993       | *トニービン                   | *カンパラ                     | *カンパラ         |
| 父 ルーラーシップ 鹿毛 2007 北海道安平町 | 父の母エアグルーヴ 鹿毛 1993       | *トニービン                   | Severn Bridge                 |                   |
| 父 ルーラーシップ 鹿毛 2007 北海道安平町 | 父の母エアグルーヴ 鹿毛 1993       | ダイナカール                  | *ノーザンテースト             | *ノーザンテースト |
| 父 ルーラーシップ 鹿毛 2007 北海道安平町 | 父の母エアグルーヴ 鹿毛 1993       | ダイナカール                  | シャダイフェザー              |                   |
| 母 アユサン 鹿毛 2010 北海道日高町       | 母の父ディープインパクト 鹿毛 2002 | *サンデーサイレンス           | Halo                          | Halo              |
| 母 アユサン 鹿毛 2010 北海道日高町       | 母の父ディープインパクト 鹿毛 2002 | *サンデーサイレンス           | Wishing Well                  |                   |
| 母 アユサン 鹿毛 2010 北海道日高町       | 母の父ディープインパクト 鹿毛 2002 | *ウインドインハーヘア         | Alzao                         | Alzao             |
| 母 アユサン 鹿毛 2010 北海道日高町       | 母の父ディープインパクト 鹿毛 2002 | *ウインドインハーヘア         | Burghclere                    |                   |
| 母 アユサン 鹿毛 2010 北海道日高町       | 母の母*バイザキャット 栗毛 1995    | Storm Cat                     | Storm Bird                    | Storm Bird        |
| 母 アユサン 鹿毛 2010 北海道日高町       | 母の母*バイザキャット 栗毛 1995    | Storm Cat                     | Terlingua                     |                   |
| 母 アユサン 鹿毛 2010 北海道日高町       | 母の母*バイザキャット 栗毛 1995    | Buy the Firm                  | Affirmed                      | Affirmed          |
| 母 アユサン 鹿毛 2010 北海道日高町       | 母の母*バイザキャット 栗毛 1995    | Buy the Firm                  | By the Hand                   |                   |
| 母系(F-No.)                              | バイザキャット(USA)系(FN:9-f)      | バイザキャット(USA)系(FN:9-f) | バイザキャット(USA)系(FN:9-f) | [ § 3 ]           |
| 5代内の近親交配                          | Northern Dancer 5×5                | Northern Dancer 5×5           | Northern Dancer 5×5           | [ § 4 ]           |
| 出典                                     | 1. 2. 3. 4.                        | 1. 2. 3. 4.                   | 1. 2. 3. 4.                   | 1. 2. 3. 4.       |